# 苏莱曼·塔特利耶夫
苏莱曼·拜拉姆奥卢·塔特利耶夫，（俄语：Сулейман Байрам оглы Татлиев，1925年2月27日—2014年3月9日），阿塞拜疆人，苏联阿塞拜疆党和国家领导人。曾任阿塞拜疆苏维埃社会主义共和国国民经济委员会化学工业司长、阿共中央石油化工部副部长、阿塞拜疆苏维埃社会主义共和国部长会议第一副主席、最高苏维埃主席团主席兼苏联最高苏维埃主席团副主席、阿塞拜疆工商协会主席等职。

## 生平
- 1925年2月27日出生于阿塞拜疆阿克斯塔法区达格-凯萨曼村的一个工人家庭。
- 1943年-1945年，苏联红军服役，参加苏德战争。在战争中负重伤，后复员回乡。1946年毕业于哈萨克中学。
- 1946年-1951年，阿塞拜疆国立基洛夫大学化学系学习。
- 1951年-1956年，格罗兹尼市新格罗兹尼炼油厂工程师。
- 1956年-1961年，苏姆盖特合成橡胶厂车间负责人，副总工程师，实验室副主任。1959年加入苏联共产党。
- 1961年-1963年，阿塞拜疆国民经济委员会化学和炼油工业部主任。
- 1963年-1965年，阿共中央石油化工部副部长，苏共中央外高加索局巡视员。
- 1965年-1970年，阿塞拜疆苏维埃社会主义共和国化学工业司司长。
- 1970年-1978年，阿塞拜疆苏维埃社会主义共和国部长会议事务主管。
- 1978年7月-1985年12月，阿塞拜疆苏维埃社会主义共和国部长会议第一副主席。
- 1985年12月-1989年6月，阿塞拜疆苏维埃社会主义共和国最高苏维埃主席团主席兼苏联最高苏维埃主席团副主席。
- 1989年6月起退休，享受巴库市工会养老金待遇。
- 1994年-2014年，阿塞拜疆工商协会主席。
- 2014年3月9日于巴库巴库逝世，享年89岁。葬于荣誉谷。

塔特利耶夫是苏共26-27大代表；第27届中央审计委员；第10-11届苏联最高苏维埃民族院代表；第8-11届阿塞拜疆苏维埃社会主义共和国最高苏维埃代表。

## 荣誉
苏联：
- 十月革命勋章
- 两次劳动红旗勋章
- 荣誉勋章
- 一级卫国战争勋章

俄联邦：
- 友谊勋章（2004）

阿塞拜疆：
- 荣誉勋章（2005）